# Thies Prinz
Thies Ole Prinz, född den 7 juli 1998 i Berlin, är en tysk landhockeyspelare.

## Karriär
Thies Prinz ingick i det tyska landhockeylaget som tog silver vid OS 2024.